# Colonial goose
Colonial Goose ist eine entbeinte, gefüllte und marinierte Lammkeule, die zusammengerollt wie eine Gans aussieht. Im 19. Jahrhundert in den Kolonien zu Weihnachten üblich, wo die Engländer im Buschland ihre Weihnachtsgans vermissten, ist es heute ein klassisches Gericht in Neuseeland und Australien. Die Füllung kann aus Brotkrumen, Salbei, Honig und Zwiebeln bestehen, die Masse wird in die Öffnung gefüllt und die Keule verschnürt.
Das aufgerichtete untere Ende der Lammkeule soll den Hals einer Gans imitieren. Einige Köche belassen den Knochen im unteren Teil der Keule, was der Imitation eines Gänsehalses eher nachkommt.